# Битка при Таякоба
Битката при Таякоба от 30 юни 1898 г. е усилие на американската специална операция за доставка на провизии и подкрепления за кубинските революционери, борещи се за своята независимост в Испано-американската война.

## Битката
На осем километра западно от град Тринидад, в устието на реката се издига голяма крепост, изградена от железопътна стомана, заобиколена от земни насипи и защитавана от около 100 испански войници. "Пеория" изстрелва няколко залпа към форта, но без отговор. Преди да остави мулета, хора и техника, група от 30 кубинци и американци, водени от капитан Хосе Мануел Нунес (брат на генерал Нунес) и включващи Уинтроп Чанлър и д-р Уилям Луис Абът слизат на брега, за да осигурят безопасността на мястото за дебаркиране, на около 500 метра източно от крепостта.
Гребайки на плажа, силите се промъкват в джунглата, но са открити от испански разузнавачи и попадат под силен огън. Неспособни да отмъстят или дори да се защитят, американците се оттеглят към плажа само за да установят, че лодките им са потопени от испанските оръдия. Капитан Нунес умира от огнестрелна рана в главата, Чанлър е прострелян в лакътя, а Абът в дясното рамо. Ранени са и петима кубински войници. Групата се укрива в мангрово блато и един от тях, датски хирург на име д-р Максимилиан Лунд доплува до "Пеория" (гол и въоръжен само с нож, за да отблъсне акулите), за да съобщи, че оцелелите на плажа се нуждаят от помощ.

## Спасяване
"Пеория" продължава да стреля по испанските войски, които са скрити зад горичка от кокосови палми. На кораба "Флорида" лейтенант Джонсън започва да организира опити за спасяване. Първите четири са разпръснати от силен вражески огън и принудени да отстъпят, но петият, действащ под прикритието на тъмнината и екипаж от четирима мъже от 10-та кавалерия на САЩ под командването на лейтенант Ахърн, успешно локализира оцелелите кубинци. Тялото на капитан Нунес е оставено на плажа.
Точно преди изгрев слънце втора лодка, управлявана от лейтенант Ахърн и военен кореспондент (по-късно лейтенант) Гроувър Флинт открива Чанлър и Абът. След като се качват безопасно на борда, "Флорида" незабавно напуска залива.

## Последица
Следобед на 2 юли "Пеория"се завръща в устието на река Талакабоа, придружен от USS "Хелена" и обстрелва крепостта в продължение на 30 минути, повреждайки я и земните насипи и подпалвайки испанския квартал в близкия град Тунас. Лайнерите продължават 80 километра на изток до Пало Алто, близо до град Тринидад, където кубинските войски и припасите дебаркират на 3 юли.
На 23 юни 1899 г. четирима от петимата спасители, редник Уилям Томпкинс, редник Джордж Уонтън, войник Денис Бел и войник Фиц Лий, всички от 10-та американска кавалерия са наградени с Медал на честта за техния героизъм. Уинтроп Чанлър се връща в дома си в Баритаун, Ню Йорк за да се възстанови от нараняванията си. Той се завръща за кратко на военна служба като капитан в американските експедиционни сили по време на Първата световна война. Уилям Луис Абът се лекува от раната си и се завръща към предишната си професия като орнитолог.